# Snowboard-Weltmeisterschaften 2025
Die 16. Snowboard-Weltmeisterschaften fanden im März 2025 im Engadin statt. Sie wurden gleichzeitig mit den Freestyle-Skiing-Weltmeisterschaften 2025 abgehalten, womit es zum insgesamt fünften Mal eine „Doppel-WM“ aus Freestyle-Skiing und Snowboard gab. Die Wettbewerbe im Alpine Snowboard und Snowboardcross fanden in Corviglia statt, die Bewerbe im Slopestyle und der Halfpipe am Piz Corvatsch. Big Air wurde auf der Olympiaschanze in St. Moritz ausgetragen.

## Vergabe
Die Vergabe erfolgte am 2. April 2021 durch den Internationalen Skiverband. Das Engadin war dabei der einzige Bewerber für 2025.

## Medaillenspiegel
Endstand nach 14 Entscheidungen
| Platz | Land                   |   |   |   |    |
| ----- | ---------------------- | - | - | - | -- |
| 1     | Japan                  | 3 | 6 | 4 | 13 |
| 2     | Italien                | 3 | 1 | 1 | 5  |
| 3     | Kanada                 | 2 | – | – | 2  |
| 4     | Frankreich             | 1 | 1 | 1 | 3  |
| 5     | Australien             | 1 | 1 | – | 2  |
| 5     | Tschechien             | 1 | 1 | – | 2  |
| 6     | Vereinigte Staaten     | 1 | – | 2 | 3  |
| 7     | Bulgarien              | 1 | – | – | 1  |
| 7     | Neuseeland             | 1 | – | – | 1  |
| 9     | Österreich             | – | 1 | 2 | 3  |
| 10    | Deutschland            | – | 1 | – | 1  |
| 10    | Vereinigtes Königreich | – | 1 | – | 1  |
| 10    | Volksrepublik China    | – | 1 | – | 1  |
| 13    | Niederlande            | – | – | 1 | 1  |
| 13    | Polen                  | – | – | 1 | 1  |
| 13    | Schweiz                | – | – | 1 | 1  |
| 13    | Südkorea               | – | – | 1 | 1  |

## Ergebnisse Frauen

### Snowboardcross
| Platz | Land | Sportler               |
| ----- | ---- | ---------------------- |
| 1     | ITA  | Michela Moioli         |
| 2     | GBR  | Charlotte Bankes       |
| 3     | FRA  | Julia Pereira de Sousa |
| 4     | CAN  | Meryeta Odine          |
| 5     | FRA  | Léa Casta              |
| 6     | FRA  | Manon Petit-Lenoir     |
| 7     | AUS  | Josie Baff             |
| 8     | SUI  | Sina Siegenthaler      |
|       |      |                        |
| 13    | SUI  | Noémie Wiedmer         |
| 17    | GER  | Jana Fischer           |
| 19    | SUI  | Aline Albrecht         |
| 20    | AUT  | Pia Zerkhold           |

Qualifikation: 27. März 2025
Finale: 28. März 2025

Es waren 30 Sportlerinnen am Start.

### Parallel-Riesenslalom
| Platz | Land | Sportlerin                 |
| ----- | ---- | -------------------------- |
| 1     | CZE  | Ester Ledecká              |
| 2     | JPN  | Tsubaki Miki               |
| 3     | POL  | Aleksandra Król-Walas      |
| 4     | SUI  | Ladina Caviezel            |
| 5     | SUI  | Julie Zogg                 |
| 6     | AUT  | Claudia Riegler            |
| 7     | BUL  | Malena Samfirowa           |
| 8     | AUT  | Martina Ankele             |
| 9     | ITA  | Lucia Dalmasso             |
| 10    | CZE  | Zuzana Maděrová            |
|       |      |                            |
| 13    | SUI  | Flurina Neva Bätschi       |
| 14    | AUT  | Sabine Payer               |
| 15    | GER  | Cheyenne Loch              |
| 19    | AUT  | Miriam Weis                |
| 20    | GER  | Ramona Theresia Hofmeister |
| 25    | GER  | Melanie Hochreiter         |
| 41    | SUI  | Jessica Keiser             |

Qualifikation und Finale: 20. März

Es waren 52 Sportlerinnen am Start.

### Parallelslalom
| Platz | Land | Sportlerin            |
| ----- | ---- | --------------------- |
| 1     | JPN  | Tsubaki Miki          |
| 2     | CZE  | Ester Ledecká         |
| 3     | NED  | Michelle Dekker       |
| 4     | POL  | Aleksandra Król-Walas |
| 5     | SUI  | Julie Zogg            |
| 6     | AUT  | Claudia Riegler       |
| 7     | CZE  | Zuzana Maděrová       |
| 8     | ITA  | Jasmin Coratti        |
| 9     | GER  | Ramona Hofmeister     |
| 10    | ITA  | Elisa Fava            |
|       |      |                       |
| 11    | AUT  | Sabine Payer          |
| 12    | AUT  | Martina Ankele        |
| 13    | GER  | Melanie Hochreiter    |
| 14    | SUI  | Flurina Neva Bätschi  |
| 15    | AUT  | Carmen Kainz          |
| 16    | SUI  | Xenia von Siebenthal  |
| 17    | GER  | Cheyenne Loch         |
| 19    | SUI  | Ladina Jenny          |

Qualifikation und Finale: 22. März 2025

Es waren 52 Sportlerinnen am Start.

### Slopestyle
| Platz | Land | Sportlerin           | Punkte |
| ----- | ---- | -------------------- | ------ |
| 1     | NZL  | Zoi Sadowski-Synnott | 90,15  |
| 2     | JPN  | Kokomo Murase        | 87,02  |
| 3     | JPN  | Reira Iwabuchi       | 83,55  |
| 4     | JPN  | Mari Fukada          | 82,15  |
| 5     | AUT  | Anna Gasser          | 80,71  |
| 6     | GBR  | Mia Brookes          | 74,23  |
| 7     | GER  | Annika Morgan        | 67,85  |
| 8     | JPN  | Momo Suzuki          | 63,27  |
| 9     | NED  | Melissa Peperkamp    | 62,58  |
| 10    | CAN  | Laurie Blouin        | 46,04  |
| 11    | SUI  | Andrina Salis        | 29,17  |
| 12    | AUS  | Tess Coady           | 23,23  |
|       |      |                      |        |
| 17    | SUI  | Ariane Burri         | 53,12  |
| 25    | AUT  | Hanna Karrer         | 32,08  |

Qualifikation: 20. März 2025
Finale: 21. März 2025

Es waren 32 Sportlerinnen gemeldet, davon 31 am Start.

### Halfpipe
| Platz | Land | Sportler            | Punkte |
| ----- | ---- | ------------------- | ------ |
| 1     | USA  | Chloe Kim           | 93,50  |
| 2     | JPN  | Sara Shimizu        | 90,75  |
| 3     | JPN  | Mitsuki Ono         | 88,50  |
| 4     | JPN  | Rise Kudo           | 83,75  |
| 5     | JPN  | Sena Tomita         | 82,50  |
| 6     | USA  | Maddie Mastro       | 81,00  |
| 7     | CAN  | Elizabeth Hosking   | 79,50  |
| 8     | CHN  | Wu Shaotong         | 77,00  |
| 9     | CAN  | Brooke D'Hondt      | 74,75  |
| 10    | SUI  | Isabelle Lötscher   | 69,00  |
| 11    | USA  | Madeline Schaffrick | 66,00  |
| 12    | KOR  | Choi Ga-on          | 29,75  |
|       |      |                     |        |
| 15    | GER  | Leilani Ettel       | 59,00  |
| 16    | GER  | Kona Ettel          | 58,00  |
| 17    | SUI  | Lura Wick           | 56,25  |
| 18    | GER  | Anne Hedrich        | 53,50  |

Qualifikation: 27. März 2025
Finale: 29. März 2025

Es waren 27 Sportlerinnen am Start.

### Big Air
| Platz | Land | Sportler             | Punkte |
| ----- | ---- | -------------------- | ------ |
| 1     | JPN  | Kokomo Murase        | 162,50 |
| 2     | JPN  | Reira Iwabuchi       | 156,00 |
| 3     | JPN  | Mari Fukada          | 153,25 |
| 4     | JPN  | Momo Suzuki          | 150,00 |
| 5     | GBR  | Mia Brookes          | 149,50 |
| 6     | AUT  | Anna Gasser          | 112,50 |
| 7     | NZL  | Zoi Sadowski-Synnott |        |
| 8     | GER  | Annika Morgan        |        |
|       |      |                      |        |
| 9     | AUT  | Hanna Karrer         | 138,50 |
| 11    | SUI  | Ariane Burri         | 134,50 |
| 15    | SUI  | Andrina Salis        | 124,50 |

Qualifikation: 26. März 2025; Finale: 28. März 2025

Es waren 31 Sportlerinnen am Start.

## Ergebnisse Männer

### Snowboardcross
| Platz | Land | Sportler            |
| ----- | ---- | ------------------- |
| 1     | CAN  | Éliot Grondin       |
| 2     | FRA  | Loan Bozzolo        |
| 3     | AUT  | Alessandro Hämmerle |
| 4     | AUT  | Jakob Dusek         |
| 5     | USA  | Nick Baumgartner    |
| 6     | USA  | Nathan Pure         |
| 7     | USA  | Jake Vedder         |
| 8     | FRA  | Aïdan Chollet       |
|       |      |                     |
| 13    | AUT  | Lukas Pachner       |
| 14    | GER  | Martin Nörl         |
| 16    | AUT  | Julian Lüftner      |
| 21    | GER  | Leon Ulbricht       |
| 25    | GER  | Paul Berg           |
| 28    | AUT  | Elias Leitner       |
| 30    | GER  | Leon Beckhaus       |
| 37    | SUI  | Valerio Jud         |

Qualifikation: 27. März 2025
Finale: 28. März 2025

Es waren 52 Sportler am Start.

### Parallel-Riesenslalom
| Platz | Land | Sportler           |
| ----- | ---- | ------------------ |
| 1     | ITA  | Roland Fischnaller |
| 2     | GER  | Stefan Baumeister  |
| 3     | KOR  | Lee Sang-ho        |
| 4     | SUI  | Dario Caviezel     |
| 5     | AUT  | Andreas Prommegger |
| 6     | ITA  | Maurizio Bormolini |
| 7     | ITA  | Mirko Felicetti    |
| 8     | USA  | Cody Winters       |
| 9     | AUT  | Benjamin Karl      |
| 10    | SLO  | Tim Mastnak        |
|       |      |                    |
| 11    | AUT  | Alexander Payer    |
| 13    | GER  | Elias Huber        |
| 21    | SUI  | Gian Casanova      |
| 25    | GER  | Ole-Mikkel Prantl  |
| 31    | GER  | Yannik Angenend    |

Qualifikation und Finale: 20. März

Es waren 58 Sportler am Start.

### Parallelslalom
| Platz | Land | Sportler           |
| ----- | ---- | ------------------ |
| 1     | BUL  | Terwel Samfirow    |
| 2     | AUT  | Arvid Auner        |
| 3     | ITA  | Aaron March        |
| 4     | AUT  | Andreas Prommegger |
| 5     | USA  | Cody Winters       |
| 6     | GER  | Stefan Baumeister  |
| 7     | KOR  | Lee Sang-ho        |
| 8     | CAN  | Arnaud Gaudet      |
| 9     | ITA  | Maurizio Bormolini |
| 10    | SLO  | Tim Mastnak        |
|       |      |                    |
| 12    | GER  | Elias Huber        |
| 13    | AUT  | Benjamin Karl      |
| 14    | SUI  | Dario Caviezel     |
| 15    | GER  | Ole-Mikkel Prantl  |
| 22    | GER  | Yannik Angenend    |
| 26    | AUT  | Matthäus Pink      |
| 31    | AUT  | Alexander Payer    |

Qualifikation und Finale: 22. März 2025

Es waren 58 Sportler am Start.

### Slopestyle
| Platz | Land | Sportler            | Punkte |
| ----- | ---- | ------------------- | ------ |
| 1     | CAN  | Liam Brearley       | 90,15  |
| 2     | CHN  | Su Yiming           | 85,07  |
| 3     | USA  | Oliver Martin       | 78,98  |
| 4     | FRA  | Romain Allemand     | 76,10  |
| 5     | USA  | Redmond Gerard      | 74,61  |
| 6     | CAN  | Cameron Spalding    | 72,06  |
| 7     | USA  | Dusty Henricksen    | 63,58  |
| 8     | GER  | Noah Vicktor        | 62,79  |
| 9     | JPN  | Ryoma Kimata        | 60,88  |
| 10    | ITA  | Ian Matteoli        | 60,22  |
|       |      |                     |        |
| 24    | SUI  | Nicolas Huber       | 59,50  |
| 25    | AUT  | Clemens Millauer    | 58,75  |
| 31    | SUI  | Elias Lionel Lehner | 51,50  |
| 42    | GER  | Moritz Breu         | 37,25  |
| 47    | SUI  | Jeremy Denda        | 23,75  |
| 56    | SUI  | Alex Lotorto        | 16,75  |

Qualifikation: 20. März 2025
Finale: 21. März 2025

Es waren 62 Sportler gemeldet, davon 61 am Start.

### Halfpipe
| Platz | Land | Sportler               | Punkte |
| ----- | ---- | ---------------------- | ------ |
| 1     | AUS  | Scotty James           | 95,00  |
| 2     | JPN  | Ruka Hirano            | 92,25  |
| 3     | JPN  | Yūto Totsuka           | 92,00  |
| 4     | GER  | Christoph Lechner      | 82,50  |
| 5     | NZL  | Campbell Melville Ives | 80,25  |
| 6     | KOR  | Kim Geon-hui           | 78,25  |
| 7     | SUI  | Patrick Burgener       | 75,75  |
| 8     | USA  | Lucas Foster           | 74,25  |
|       |      |                        |        |
| 11    | SUI  | Mischa Zürcher         | 64,50  |
| 14    | SUI  | Gian Andrin Biele      | 53,00  |
| 20    | AUT  | Florian Lechner        | 58,75  |

Qualifikation: 27. März 2025
Finale: 29. März 2025

Es waren 31 Sportler am Start.

### Big Air
| Platz | Land | Sportler            | Punkte |
| ----- | ---- | ------------------- | ------ |
| 1     | JPN  | Ryoma Kimata        | 176,75 |
| 2     | JPN  | Taiga Hasegawa      | 174,50 |
| 3     | USA  | Oliver Martin       | 171,25 |
| 4     | FRA  | Romain Allemand     | 170,25 |
| 5     | JPN  | Yuto Miyamura       | 155,75 |
| 6     | FRA  | Enzo Valax          | 140,00 |
| 7     | ITA  | Ian Matteoli        | 108,00 |
| 8     | CHN  | Yang Wenlong        | 103,50 |
| 9     | NOR  | Mons Røisland       | 79,75  |
| 10    | JPN  | Hiroto Ogiwara      | 47,25  |
|       |      |                     |        |
| 22    | SUI  | Alex Lotorto        | 128,50 |
| 24    | SUI  | Jeremy Denda        | 120,50 |
| 28    | SUI  | Elias Lionel Lehner | 110,00 |
| 34    | SUI  | Nicolas Huber       | 89,00  |
| 37    | AUT  | Clemens Millauer    | 85,00  |
| 39    | GER  | Noah Vicktor        | 81,00  |
| 41    | GER  | Moritz Breu         | 79,00  |

Qualifikation: 25. März 2025; Finale: 28. März 2025

Es waren 58 Sportler am Start.

## Ergebnisse Mixed

### Snowboardcross Team
| Platz          | Land | Sportler                            |
| -------------- | ---- | ----------------------------------- |
| Finale         |      |                                     |
| 1              | FRA  | Loan Bozzolo Julia Pereira de Sousa |
| 2              | AUS  | Cameron Bolton Mia Clift            |
| 3              | SUI  | Valerio Jud Sina Siegenthaler       |
| 4              | FRA  | Aïdan Chollet Léa Casta             |
| Kleines Finale |      |                                     |
| 5              | ITA  | Lorenzo Sommariva Michela Moioli    |
| 6              | AUS  | Adam Lambert Josie Baff             |
| 7              | GER  | Martin Nörl Jana Fischer            |
| Viertelfinale  |      |                                     |
| 14             | AUT  | Jakob Dusek Pia Zerkhold            |

Finale: 29. März 2025

Es waren 16 Teams am Start.

### Parallel Team
| Platz | Land | Sportler                             |
| ----- | ---- | ------------------------------------ |
| 1     | ITA  | Maurizio Bormolini Elisa Caffont     |
| 2     | ITA  | Gabriel Messner Jasmin Coratti       |
| 3     | AUT  | Andreas Prommegger Sabine Payer      |
| 4     | SUI  | Dario Caviezel Julie Zogg            |
| 5     | USA  | Cody Winters Iris Pflum              |
| 6     | ITA  | Aaron March Elisa Fava               |
| 7     | CAN  | Ben Heldman Aurelie Moisan           |
| 8     | AUT  | Arvid Auner Claudia Riegler          |
| 9     | GER  | Stefan Baumeister Ramona Hofmeister  |
| 10    | CAN  | Arnaud Gaudet Kaylie Buck            |
|       |      |                                      |
| 14    | GER  | Elias Huber Cheyenne Loch            |
| 30    | GER  | Ole-Mikkel Prantl Melanie Hochreiter |
| 30    | AUT  | Benjamin Karl Martina Ankele         |
| 35    | SUI  | Gian Casanova Flurina Neva Bätschi   |

Finale: 23. März 2025

Es waren 35 Teams am Start.